# Comana Pontica

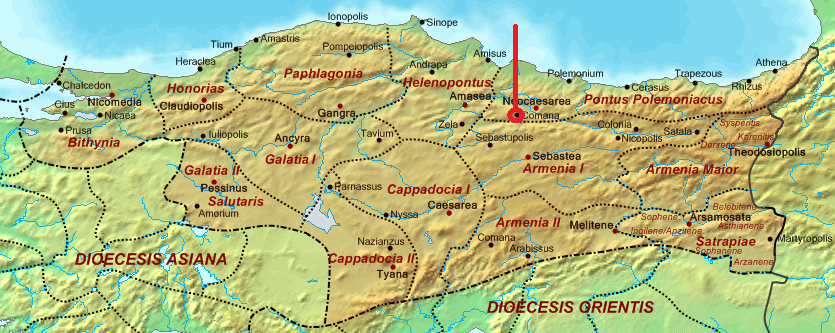
Nella cartina è evidenziata la posizione della citta' sede dell'omonima diocesi

Comana Pontica (in greco antico: Κόμανα Ποντικά?, Kómana Pontiká) è un'antica città del Ponto, regione storica dell'Asia Minore. Inizialmente faceva parte del Ponto Galata (Pontus Galaticus), poi del Ponto Polemoniaco (Pontus Polemoniacus) e infine della provincia di Armenia (Armenia Secunda). Secondo la Tabula Peutingeriana si trovava sulla via che collegava Tavium ai Paesi dell'oriente; secondo Strabone, era sita nella valle del fiume Yeşil (in greco Iris), vicino a Neocesarea.
La città deve probabilmente il nome alla città di Comana (Cappadocia), da cui fu colonizzata.
Rovine di Comana e un ponte romano si trovano a Gümenek, villaggio sull'Iris a 11 km da Tokat. Sul ponte che oltrepassa il fiume e conduce da Niksar a Tokat sono presenti alcune iscrizioni.
A Bizeri, nei dintorni di Comana, morì Giovanni Crisostomo dopo essere stato trasferito dal suo esilio a Cucusòs, sul gruppo montuoso dell'Anti-Tauro.